# 海と島の博覧会
海と島の博覧会（うみとしまのはくらんかい）は、1989年（平成元年）、広島県内で地方博ブームに乗って開催された博覧会。正式名称は「'89 海と島の博覧会・ひろしま」。「海島博（うみしまはく）」とも呼ばれる。

## 開催概要

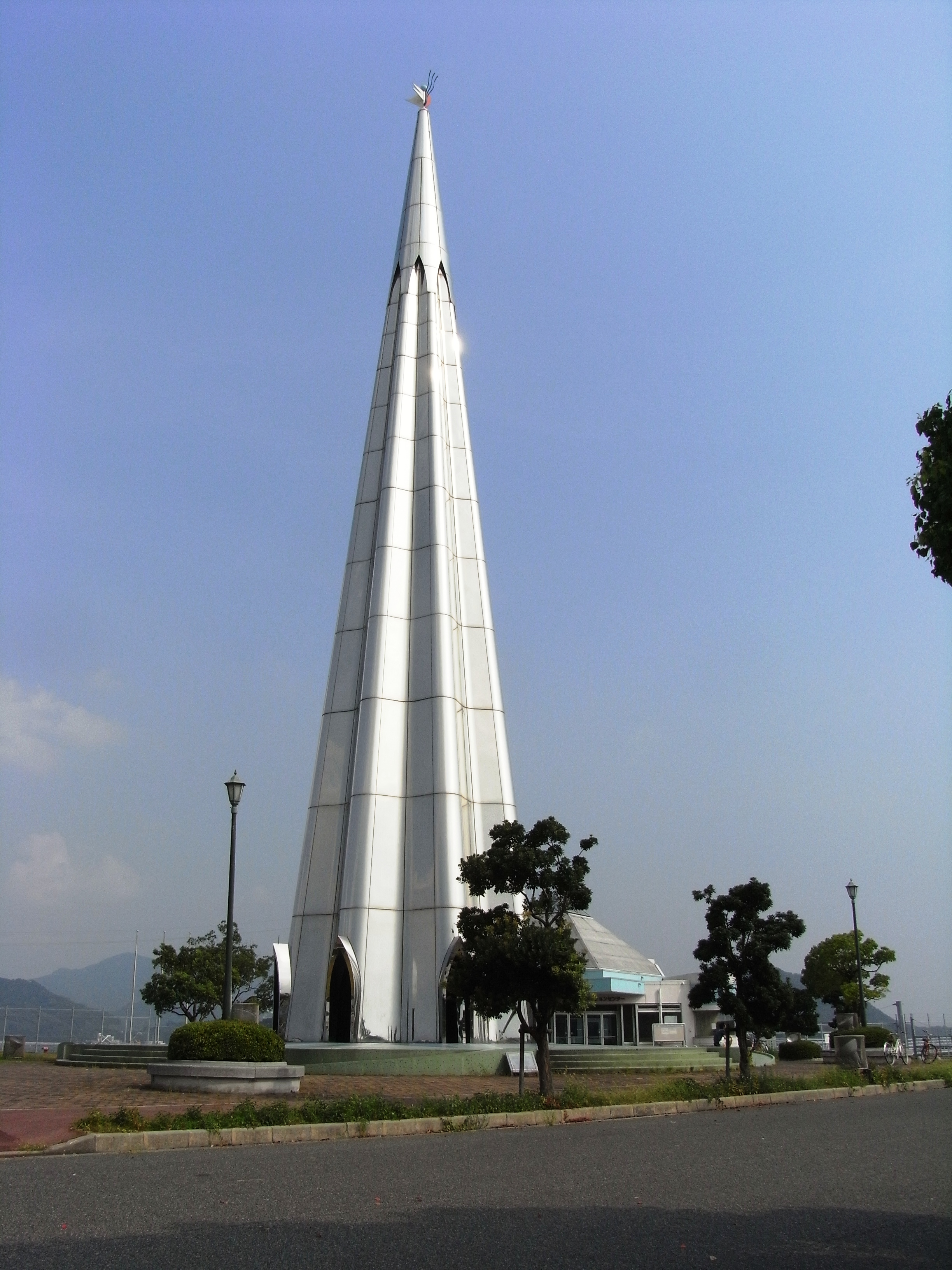
パラダイスの塔 2009年8月29日撮影

鯤

開催期間は1989年7月8日から10月29日まで約4ヶ月間行われた。この博覧会の特徴として、広島市のメイン会場と、県内各地に配置されたサブ会場を配した、数少ない広域周遊型の博覧会になっている。
株式会社にほんれいあうとの社内デザイナーであった垣内敬造が創作したマスコットキャラクターのアビ丸は、県鳥アビを元にしている。
ミスの名前はセブンマーメイドと命名され、7人が選ばれた。その中には、その後フリータレントになった人もいる。
メイン会場には114日間で延べ3,298,495人が入場した。
テーマ曲は、少年隊のSea and island（まいったネ今夜のB面）。また、広島城開城400周年記念イベントも兼ねていた。

## 会場

### メイン会場
メイン会場は、広島市西区商工センター・扇に設置され、広島市民球場12個分、24ヘクタールの敷地内に、6ヘクタールの人工の海、7つの半島が作られた。その作られた海の上をスカイキャビンと呼ばれるロープウェーが対岸を結んでいた。また、作られた海を周遊するウォータージェット式ボートのオーシャンクルーズが運行されていた。当時の時代を反映して、会場内にディスコパビリオンが存在した。

#### メイン会場にあったパビリオン
- 三菱マリンシアター
- スーパーシンドバットの冒険 中国電力館
- フジタ館「ミラクルマシーンNL3423」
- BIG WAVE（テーマ展示館）
- アドベンチャースペースシップ松下館
- NTTアドベンチャー・クルーズ「宝島」
- スペースアイランド自治体館（広島県と広島市の共同館）
- マーメイドボウル（メインステージ）
- 国際交流館&わくわくワールドバザール
- 中国地域舟艇事業協議会キャプテンクラブ
- ワンダーエレクトロニクス館（日立グループ、富士通、日本IBM、NEC)
- テクノロマン「マツダモータースポーツ館」
- ひろしまフレンド館（久保田鉄工、シャープ、広島東洋カープ、中国塗料、日本計量協会、丸菱産業他）
- ひろしまドリーム館（JR西日本、ひろしま生協他）
- BIG SHELL（テーマ映像館）
- ひろぎん・中国自貢大恐竜館
- 夢アジアそごう特別協賛館
- 五洋建設パラダイスオーシャン
- MITSUI Group. TOSHIBA.IHI館
- JT館 エキサイティングスピリット
- 住友館
- 郵政マリンドリーム館
- ハノーバー市「STADT HALLE」

#### メイン会場にあったモニュメント
- パラダイスの塔（協賛：福屋）
- 世界をつなぐ橋
- 愛と平和のモニュメント（協賛：福山通運）
- 鯤（協賛：広島総合銀行）
- マルコポーロの望遠鏡（マルコポーロのレストパーク。協賛：セゾングループ）
- トスカネリの地図（コロンブスのレストパーク。協賛：UCC上島珈琲）
- 玉手箱のひも（浦島太郎のレストパーク。協賛：大塚製薬）
- ビーナスの貝殻オブジェ（ビーナスのレストパーク。協賛：山陽コカ・コーラボトリング）
- 地球儀（マゼランのレストパーク。協賛：せとうち銀行）
- 怪鳥の卵（シンドバッドのレストパーク。協賛：千代田生命保険）
- 巨大なガリバーの靴（ガリバーのレストパーク。協賛：阪和興業）

#### メイン会場の入園料
- 大人：2,600円
- 高校生：1,550円
- 小中学生：1,000円
- 幼児（4歳以上）：500円

#### パスポート券
- 大人：10,300円
- 高校生：6,200円
- 小中学生：4,000円
- 幼児（4歳以上）：2000円

#### マーメイドボウルでの主なイベント
- 7月8日：オープニングセレモニー
- 7月9日：ハノーバーデー
- 7月10日 - 14日：マンクヌゴロ王家舞踊団
- 7月15日：KIT McCLURE BIG BANDコンサート
- 7月16日：「アッコにおまかせ!」公開生放送、スパーリングコンサート
- 7月17日 - 20日：パッショネート・ステージ（出演・長山洋子（17日）、ゆうゆ（18日）、島田奈美（19日）、少女隊（20日））
- 7月21日：ヒップアップトークショー
- 7月22日：オリエントファッショナブルウェーブ「TALK&SHOW」
- 7月23日 - 29日：ハワイ・ウィーク
- 7月30日：レゲエ・エクスプロージョン'89
- 7月31日：広島少年少女合唱団まつり
- 8月1日・2日：ミュージカル「ピーターパン」
- 8月3日・4日：広島バレエフェスティバル
- 8月5日：吹奏楽フェスティバル
- 8月6日：ピースチャイルド広島「自然への讃歌」（パンフルート：岩田英憲／シンセサイザー：藤掛廣幸／広島合唱同好会（代表：大上義輝））
- 8月7日：天理高校ブラスの祭典
- 8月8日 - 11日：東京演劇アンサンブル「走れメロス」
- 8月12日：広島港築港100周年記念メキシコ・韓国デー
- 8月13日：スーパーナイトイリュージョン
- 8月14日：日本民謡大賞広島県大会
- 8月15日：A LA ROCK BO GUMBOSコンサート
- 8月16日：タイガー大越コンサート
- 8月17日：フラメンコ舞踊「エル・カミーノ」
- 8月18日：朝鮮民族芸術団
- 8月19日：トークの日ライブスペシャル
- 8月20日：'90ミス・ユニバース中国地区大会
- 8月21日：アマチュアバンドコンテスト
- 8月22日：西城秀樹コンサート
- 8月23日：マーメイド国際こども音楽祭
- 8月24日：マリーン・ファッションショー&コンサート
- 8月25日：広島市民オペラ
- 8月26日・27日：24時間テレビチャリティーコンサート広島
- 8月28日・29日：斉藤忠生とアルティザンコンサート
- 8月30日：真美フェスティバル
- 8月31日：四川省歌舞劇院
- 9月1日：坂田明ジャズコンサート、TVアニメステージショー
- 9月2日：NTT吹奏楽団コンサート、「元気でがんすよのど自慢」
- 9月3日：少年隊シーサイドフェスタ
- 9月4日：ルイス・ネルソン&ニューオリンズオールスターコンサート
- 9月5日 - 8日：ホセ・ガルバン&クワドロフラメンコとシャーマン
- 9月9日：ジョルジュ・ムスタキコンサート
- 9月10日：広島演歌まつり
- 9月11日：紅花の山形路まつり
- 9月12日：大爆笑!!上方漫才名人会
- 9月13日：しまね郷土芸能オンステージ
- 9月14日：白島北町音楽倶楽部スペシャル
- 9月15日：かもめーる抽選会
- 9月16日・18日：おかあさんといっしょ「にこにこぷんショー」
- 9月17日：日本のうた、ふるさとのうた
- 9月19日：SEA&ISLANDSミュージック・ウェーブ
- 9月21日・22日：新伍のお待ちどおさま
- 9月22日：広島ブラスバンドの祭典
- 9月23日：KDD 001 SOUND ISLAND
- 9月24日：海・島バンド合戦
- 9月26日：オット危険な嫁姑!
- 9月27日：歌っていいとも
- 9月29日 - 10月1日：トルコデー
- 10月2日：離島芸能祭・佐渡の芸能
- 10月3日 - 7日：インド古典音楽とマニプリ舞踊
- 10月9日：マジックビッグスリーフェスティバル
- 10月10日：女性演歌オン・ステージ
- 10月12日：西日本宝くじ抽せん会
- 10月14日：懐かしのムード歌謡ショー
- 10月15日：広島県民謡フェスティバル
- 10月29日：エンディングセレモニー

出典：博覧会公式ガイドブックより

### サブ会場
メイン会場の他、7つの主催・共催会場、他全て合わせて22会場で開催された。
- 主催会場
  - 蒲刈町（現呉市）・県民の浜
  - 因島市（現尾道市）・因島フラワーセンター
  - 安浦町（現呉市）・グリーンピア安浦（現グリーンピアせとうち）
- 共催会場
  - 福山市・鞆町
  - 瀬戸田町（現尾道市）・瀬戸田サンセットビーチ
  - 沼隈町（現福山市）・みろくの里
  - 尾道市・千光寺公園・マリンパーク境ガ浜

## 開催時に整備されたもの
博覧会の開催に合わせて、新井口駅と現在のアルパークをつなぐ歩道のペデストリアンデッキが作られた。博覧会の終了後は、1990年に開業したアルパークと駅をつなぐ歩道として現在も活用されている。
太田川放水路の庚午橋に、商工センターから広島駅側に抜ける、自動車専用のオーバークロスが設置され現在も活用されている。
また、博覧会開催に合わせて、太田川周遊の水上遊覧船が就航した。

## 終了後
メイン会場跡地のうち、商工センター地区は博覧会後に解体され、下水処理場になった。また、広場として、イベントなどに活用されている。扇地区は長らく跡地がそのまま残されていたが、2017年4月にイズミが複合商業施設『LECT』を開業させた。
博覧会の時に作られたパラダイスの塔が広島港近くの宇品波止場公園に移設され、現在も保存されている。また、鯤のモニュメントが広島市中央公園に保存されている。
博覧会マスコットのアビ丸は地元呉市のせとうち銀行のマスコットになり、同行が広島総合銀行と合併してもみじ銀行になる2004年まで使われていた。また、広今あきなだ高速がかつて運行していた高速バス車両の車体や安芸汽船がかつて就航させていた遊覧船「第三かまがり」にアビ丸のイラストが描かれていた。

## 7へのこだわり
メイン会場の7つの半島・物語・広場、7つの主催・共催会場、ミス'89海と島の博覧会ひろしま・セブンマーメイドなど7の数字にこだわった博覧会でもあった。
意味として、地球上の7つの海（北極海、南極海、インド洋、南太平洋、北太平洋、南大西洋、北大西洋）をあらわしている。

## 記念発行物
郵政省中国郵政局（現在の日本郵政中国支社）が開催記念のふるさと切手として1989年７月7日に62円切手2種を発行している。発行枚数は650万枚（325万組）であった。